# Premier Amour (film, 1993)
Pour les articles homonymes, voir Premier Amour.
Pour plus de détails, voir Fiche technique et Distribution.
Premier Amour (첫사랑, Cheossalang) est un film sud-coréen réalisé par Lee Myeong-se, sorti en 1993.

## Synopsis
Young-shin, une étudiante en théâtre tombe amoureuse d'un conférencier plus âgée qu'elle.

## Fiche technique
- Titre : Premier Amour
- Titre original : 첫사랑 (Cheossalang)
- Réalisation : Lee Myeong-se
- Scénario : Lee Myeong-se et Yang Sun-hie
- Musique : Song Byeong-jun
- Photographie : You Yong-kil
- Montage : Kim Hyeon
- Production : Park Hyo-song
- Société de production : Sam-ho Films
- Pays :  Corée du Sud
- Genre : Romance
- Durée : 110 minutes
- Dates de sortie : 
  -  Corée du Sud : 22 janvier 1993

## Distribution
- Kim Hye-su : Park Young-shin
- Song Young-chang : Kang Chang-wook
- Jo Min-ki : Kim Moon-soo
- Kim Hye-yeong : la sœur cadette de Young-shin
- Ahn Hae-sook : la mère de Young-shin
- Choi Jong-won : le père de Young-shin
- Park Ye-suk
- Kim Ki-beom
- Do Yong-gu
- Jeong Yeong-guk
- Kim Kwang-yeong

## Distinctions
Le film a été nommé pour deux Blue Dragon Film Awards et a reçu celui de la meilleure actrice pour Kim Hye-su.